# Bulbine suurbergensis
Bulbine suurbergensis är en grästrädsväxtart som beskrevs av Van Jaarsv. och A.E.van Wyk. Bulbine suurbergensis ingår i släktet bulbiner, och familjen grästrädsväxter. Inga underarter finns listade i Catalogue of Life.